# 템퍼스 AI
템퍼스 AI(구 Tempus Labs)는 미국의 헬스테크 기업으로 설립자 에릭 레프코프스키(Eric Lefkofsky)가 2015년 일리노이주 시카고시에 설립하였다. 레프코프스키는 배우자의 유방암 진단을 받자 회사를 설립하였다. 템퍼스는 데이터와 인공지능(AI)으로 종양학, 심장학, 영상학 및 우울증 등 정밀 의학 서비스를 제공하고 있다. 2024년 6월 14일에 미국 나스닥에 티커 기호TEM로 상장되었다.
초기에는 염기서열진단이나 분자진단, 분자병리 테스트 등에 대한 서비스로 성장했으나 AI영상 분석 전문 기업을 인수하며 사업을 확장하고 있다.

## 사업
주로 암 환자를 대상으로 진단을 포함한 게놈 시퀀싱 및 정밀 의학을 수행하며, 심장병 환자, 영상의학 및 우울증 환자의 약리유전체학 검사를 수행한다. 회사는 전세계 34개 국에서 사업을 영위하고 있다. 본사는 시카고에 소재하고 있으며 뉴욕시, 샌프란시스코 베이 지역, 보스턴, 워싱턴 DC, 시애틀, 밀워키, 루이스버그, 펜실베이니아, 캘거리, 바르셀로나에 사무소를 두고 있으며 시카고 시, 애틀랜타 주 지역(피치트리 코너스 ), 리서치 트라이앵글 파크에 3개의 CAP / CLIA 연구소가 있다.
Tempus 투자자에는 SoftBank Group, Baillie Gifford, New Enterprise Associates, Novo Holdings, Franklin Templeton Investments, T. Rowe Price, Revolution LLC, Google LLC 등이 있다.
2024년 6월, 템퍼스와 소프트뱅크는 일본에서 SB 템퍼스라는 AI 헬스케어 합작사를 설립해 AI로 의료 데이터를 분석해 개인 맞춤형 치료 추천을 개발한다는 계획을 세웠다. 같은 해 11월 회사는 현금과 주식 거래로 6억 달러에 캘리포니아 소재 유전자 검사 회사 Ambry Genetics를 인수하기로 합의했다.
회사의 자문 위원회에 Jennifer Doudna와 Scott Gottlieb 있다. 2024년 현재 약 2,300명의 직원을 두고 있다.